# Phaenocarpa nepalicola
Phaenocarpa nepalicola är en stekelart som beskrevs av Fischer 2006. Phaenocarpa nepalicola ingår i släktet Phaenocarpa och familjen bracksteklar. Inga underarter finns listade i Catalogue of Life.